# 1956년 프랑스 총선
1956년 프랑스 총선은 1956년 프랑스에서 치러진 총선으로, 정당명부식 비례대표제가 도입되었다.

## 배경
디엔 비엔 푸 전투의 패배로 찾아온 정치적 위기로 총리가 된 피에르 망데스-프랑스는 1차 인도차이나 전쟁을 종결시키고, 모로코와 튀니지의 독립을 진행했으나, 알제리 전쟁으로 인해 실각하고 에드가 포레가 집권한다.
프랑스 공산당이 지지율 최고의 정당으로 떠오른 가운데, 노동자 인터내셔널 프랑스 지부, 급진당, 민주사회저항연합과 샤를 드 골과 결별한 사회공화국민중심 자크 샤방델마스파는 공화전선을 구축해 연대를 맺어 알제리 전쟁의 종결을 주장했고, 포레 총리는 급진당을 탈당해 공화좌파연합에 입당한다.

## 선거 결과
| 정당     | 정당                                                                                           | 득표수     | %     | 의석수 |
| -------- | ---------------------------------------------------------------------------------------------- | ---------- | ----- | ------ |
|          | 소상공인과 농민의 국민중심 (Centre national des indépendants et paysans)                       | 3,259,782  | 15.30 | 95     |
|          | 대중공화운동 (Mouvement républicain populaire)                                                 | 2,366,321  | 11.11 | 83     |
|          | 공화좌파연합 (Rassemblement des gauches républicaines)                                         | 838,321    | 3.94  | 14     |
|          | 사회공화국민중심 (드골파) (Centre national des républicains sociaux)                           | 585,764    | 2.75  | 22     |
| 중도우파 | 중도우파                                                                                       | 7,050,188  | 33.10 | 214    |
|          | 노동자 인터내셔널 프랑스 지부 (Section française de l'Internationale ouvrière)                 | 3,247,431  | 15.25 | 95     |
|          | 급진당 (Parti radical) 과 민주사회저항연합 (Union démocratique et socialiste de la Résistance) | 2,389,163  | 11.22 | 77     |
|          | 사회공화국민중심 (자크 샤방델마스파) (Centre national des républicains sociaux)                | 256,587    | 1.20  | 0      |
| 공화전선 | 공화전선                                                                                       | 5,893,181  | 27.67 | 172    |
|          | 프랑스 공산당 (Parti communiste français)                                                      | 5,514,403  | 25.89 | 150    |
|          | 프랑스 협회연합 (Union et fraternité française)                                                | 2,744,562  | 12.88 | 52     |
|          | 기타                                                                                           | 98,600     | 0.46  | 7      |
| 합계     | 합계                                                                                           | 21,300,934 | 100   | 595    |

공화전선이 집권해 노동자 인터내셔널 프랑스 지부, 급진당, 레지스탕스 민주사회연맹이 연립정부를 구성하였다